# Louise Penny
Louise Penny (1958) es una autora canadiense de novelas de misterio ambientadas en la provincia de Quebec y centradas en el trabajo del Inspector Jefe Armand Gamache de la Sûreté du Québec. La primera carrera de Penny fue como periodista para la Canadian Broadcasting Corporation. Tras dedicarse a la escritura, recibió numerosos premios por su trabajo, incluyendo Premio Agatha para mejor novela de misterio en cinco ocasiones, cuatro de ellas consecutivas (2007–2010), y el Premio Anthony para mejor novela cinco veces, cuatro consecutivas (2010–2013). Sus novelas han sido publicadas en 25 idiomas.

## Biografía
Penny nació en Toronto en 1958. Su madre era una lectora ávida tanto de ficción como de no-ficción, con un gusto particular por las novelas de crimen,
y Louise creció leyendo autores de misterio como Agatha Christie, Georges Simenon, Dorothy L. Sayers, y Michael Innes.
Penny se graduó en Artes Aplicadas (radio y televisión) en el Instituto Politécnico de Ryerson (ahora Universidad Ryerson) en 1979. Tras su graduación, a los 21 años, comenzó una carrera como periodista y presentadora radiofónica en la Canadian Broadcasting Corporation. En el inicio de su carrera, Penny tomó puestos de trabajo alejada de su familia, y para afrontar los sentimientos de soledad y aislamiento se volcó en la bebida. A los 35 años admitió su problema de alcoholismo y ha estado sobria desde entonces. Poco tiempo después conoció a su futuro marido, Michael Whitehead, jefe de hematología en el Hospital de Niños de Montreal, en una cita a ciegas.

## Carrera literaria
Luego de casarse, Penny abandonó la CBC para comenzar a escribir. Comenzó una novela histórica pero tuvo dificultad en terminarla, y finalmente cambió a la escritura de misterio. Presentó su primera novela, Still Life, en la competición "Debut Dagger" del Reino Unido, quedando segunda entre 800. La novela ganó otros premios, incluyendo el premio Dagger "Sangre Nueva" en el Reino Unido, el Premio Arthur Ellis en Canadá para primera novela de crimen, el Premio Dilys, el Anthony y el Barry para Primera Novela en los Estados Unidos.
Penny publicó otras once novelas, recibiendo importantes premios y nominaciones para casi todas ellas.
En sus novelas aparece el Inspector Jefe Armand Gamache, jefe del departamento de homicidio de la Sûreté du Québec. Las novelas están ambientadas en la provincia de Quebec pero presenta características típicas del género whodunit británico, incluyendo asesinatos por medios no convencionales, villas bucólicas, una gran cantidad de sospechosos, red herrings, y una revelación dramática del asesino en el últimas páginas del libro.
En 2009, Penny ayudó a lanzar un premio nuevo para aspirantes a escritores de misterio canadienses, el Unhanged Arthur para Mejor Primera Novela Inédita.
Penny vive actualmente en Knowlton, un pueblo pequeño en los Cantons de l'Est de Quebec, aproximadamente a 100 km de Montreal. Allí falleció su marido Michael el 16 de septiembre de 2016.

## Honores
En 2013, se la nombró Miembro de la Orden de Canadá "por sus contribuciones a la cultura canadiense como un autor que brilla en los Cantones Orientales de Quebec".

## Adaptaciones
Por varios años, Penny se resistió a vender los derechos de sus libros para película o televisión, temerosa de perder el control creativo de sus personajes. Aun así, cuando PDM Entertainment and Attraction Images le ofreció un puesto como productora ejecutiva durante la producción de una película, cambió de idea y aceptó vender los derechos de sus dos primeras novelas.Still Life entró en producción en 2012, con el actor británico Nathaniel Parker en el rol del Inspector Jefe Gamache. La película se estrenó en CBC TV en 2013.

### Del Inspector Jefe Armand Gamache
1. Naturaleza muerta. (2005). Still Life. Factoría de ideas.
2. A Fatal Grace. (Título alternativo: Dead Cold). (2007). No traducida al castellano.
3. The Cruelest Month. (2008). No traducida al castellano.
4. A Rule Against Murder. (Título alternativo: The Murder Stone). (2009). No traducida al castellano.
5. Una revelación brutal. (2009). The Brutal Telling. Salamandra.[14]
6. Enterrad a los muertos. (2010). Bury your Dead. Salamandra.[15]
7. El juego de la luz. (2011). A Trick of the Light. Salamandra.
8. Un bello misterio. (2012). The Beautiful Mistery. Salamandra. – Ganador del Premio Macavity[16]
9. Un destello de luz. (2013). How the Light Gets In. Salamandra. – Nominado para premios Edgar[17] y Agatha
10. El largo camino a casa. (2014). The Long Way Home. Salamandra.
11. La naturaleza de la bestia. (2015). The Nature of the Beast. Salamandra.
12. Una ofensa mortal A Great Reckoning. (2016). Salamandra
13. Casas de cristal Glass Houses. (2017). Salamandra
14. El reino de los ciegos. Kingdom of the Blind. (2018). Salamandra.
15. A Better Man. (2019). No traducida al castellano.
16. All the Devils Are Here. (2020). No traducida al castellano.
17. The Madness of Crowds. (2021). No traducida al castellano.
18. A World of Curiosities. (2022). No traducida al castellano.
19. The Grey Wolf. (2024). No traducida al castellano.

### Otras novelas
No pertenecen a la serie, pero en ellas aparece también el inspector Armand Gamache
- The Hangman (2011) – Novela corta escrita para adultos que quieren aprender a leer en inglés
- State de Terrror (2021), un thriler político coescrito con Hillary Clinton .

## Premios y nominaciones
| Año  | Premio                 | Categoría                                     | Obra                    | Resultado | Ref.   |
| ---- | ---------------------- | --------------------------------------------- | ----------------------- | --------- | ------ |
| 2006 | CWA Dagger             | Mejor novela debut                            | Still Life              | Ganadora  | [ 7 ]  |
| 2006 | Arthur Ellis Award     | Mejor primera novela                          | Still Life              | Ganadora  | [ 18 ] |
| 2007 | Premios Anthony        | Mejor primera novela                          | Still Life              | Ganadora  | [ 2 ]  |
| 2007 | Premios Barry          | Mejor primera novela                          | Still Life              | Ganadora  | [ 2 ]  |
| 2007 | Premio Dilys           | Mejor libro                                   | Still Life              | Ganadora  | [ 2 ]  |
| 2007 | Agatha Award           | Mejor novela                                  | A Fatal Grace           | Ganadora  | [ 19 ] |
| 2008 | Agatha Award           | Mejor novela                                  | The Cruellest Month     | Ganadora  | [ 19 ] |
| 2008 | Arthur Ellis Award     | Mejor novela                                  | The Cruellest Month     | Ganadora  | [ 2 ]  |
| 2009 | Premios Anthony        | Mejor novela                                  | The Cruellest Month     | Nominada  | [ 2 ]  |
| 2009 | Barry Awards           | Mejor novela                                  | The Cruellest Month     | Nominada  | [ 2 ]  |
| 2009 | Macavity Awards        | Mejor novela                                  | The Cruellest Month     | Nominada  | [ 2 ]  |
| 2009 | Arthur Ellis           | Mejor novela                                  | The Murder Stone        | Nominada  | [ 7 ]  |
| 2009 | Agatha Award           | Mejor novela                                  | The Brutal Telling      | Ganadora  | [ 2 ]  |
| 2009 | Anthony Award          | Mejor novela                                  | The Brutal Telling      | Ganadora  | [ 2 ]  |
| 2010 | Dilys Award            | Mejor libro                                   | The Brutal Telling      | Nominada  | [ 2 ]  |
| 2010 | Macavity Award         | Mejor novela                                  | The Brutal Telling      | Nominada  | [ 2 ]  |
| 2010 | Premio Barry           | Mejor novela de la década                     | Still Life              | Nominada  | [ 20 ] |
| 2010 | Agatha Award           | Mejor novela                                  | Bury Your Dead          | Ganadora  | [ 21 ] |
| 2010 | Nero Award             | Excelencia literaria en el género de misterio | Bury Your Dead          | Ganadora  | [ 7 ]  |
| 2010 | Anthony Award          | Mejor novela de crimen                        | Bury Your Dead          | Ganadora  | [ 7 ]  |
| 2010 | Macavity Award         | Mejor novela                                  | Bury Your Dead          | Ganadora  | [ 7 ]  |
| 2010 | Barry Award            | Mejor novela                                  | Bury Your Dead          | Nominada  | [ 7 ]  |
| 2011 | Arthur Ellis Award     | Mejor novela                                  | Bury Your Dead          | Ganadora  | [ 22 ] |
| 2011 | Premio Barry           | Mejor novela                                  | Bury Your Dead          | Ganadora  | [ 20 ] |
| 2011 | Dilys Award            | Mejor novela                                  | Bury Your Dead          | Ganadora  | [ 23 ] |
| 2011 | Premio Macavity        | Mejor novela                                  | Bury Your Dead          | Ganadora  | [ 24 ] |
| 2011 | Agatha Award           | Mejor novela                                  | A Trick of the Light    | Nominada  | [ 21 ] |
| 2012 | Anthony Award          | Mejor novela de crimen                        | A Trick of the Light    | Ganadora  | [ 7 ]  |
| 2012 | Arthur Ellis Award     | Mejor novela                                  | A Trick of the Light    | Nominada  | [ 7 ]  |
| 2012 | Dilys Award            | Mejor libro                                   | A Trick of the Light    | Nominada  | [ 2 ]  |
| 2012 | Premio Macavity        | Mejor novela                                  | A Trick of the Light    | Nominada  | [ 24 ] |
| 2012 | Agatha Awards          | Mejor novela                                  | The Beautiful Mistery   | Ganadora  | [ 21 ] |
| 2012 | Anthony Award          | Mejor novela de crimen                        | The Beautiful Mistery   | Ganadora  | [ 7 ]  |
| 2012 | Macavity Award         | Mejor novela de crimen                        | The Beautiful Mistery   | Ganadora  | [ 7 ]  |
| 2013 | Premio Macavity        | Mejor novela                                  | The Beautiful Mistery   | Ganadora  | [ 24 ] |
| 2013 | Agatha Awards          | Mejor novela contemporánea                    | How the Lights Gets In  | Nominada  | [ 21 ] |
| 2014 | Premio Edgar           | Mejor novela                                  | How the Lights Gets In  | Nominada  | [ 25 ] |
| 2014 | CWA Dagger             | Mejor novela                                  | How the Lights Gets In  | Nominada  | [ 26 ] |
| 2014 | Premio Macavity        | Mejor novela                                  | How the Lights Gets In  | Nominada  | [ 24 ] |
| 2014 | Left Coast Crime Award | Best Mystery World                            | How the Lights Gets In  | Ganadora  | [ 27 ] |
| 2014 | Premio Agatha          | Mejor novela                                  | The Long Way Home       | Nominada  | [ 19 ] |
| 2015 | Premio Anthony         | Mejor novela                                  | The Long Way Home       | Nominada  | [ 28 ] |
| 2015 | Premio Macavity        | Mejor novela                                  | The Long Way Home       | Nominada  | [ 24 ] |
| 2015 | Premio Agatha          | Mejor novela                                  | The Nature of the Beast | Nominada  | [ 29 ] |
| 2016 | Premio Anthony         | Mejor novela                                  | The Nature of the Beast | Nominada  | [ 28 ] |
| 2016 | Premio Anthony         | Mejor audiolibro                              | The Nature of the Beast | Ganadora  | [ 28 ] |
| 2016 | Left Coast Crime Award | Best Mystery World                            | The Nature of the Beast | Ganadora  | [ 27 ] |
| 2016 | Premio Agatha          | Mejor novela                                  | A Great Reckoning       | Ganadora  | [ 19 ] |
| 2017 | Premio Anthony         | Mejor novela                                  | A Great Reckoning       | Ganadora  | [ 28 ] |
| 2017 | Premio Agatha          | Mejor novela                                  | A Great Reckoning       | Ganadora  | [ 19 ] |
| 2017 | Premio Barry           | Mejor novela                                  | A Great Reckoning       | Ganadora  | [ 20 ] |
| 2017 | Premio Macavity        | Mejor novela                                  | A Great Reckoning       | Ganadora  | [ 24 ] |
| 2017 | Left Coast Crime Award | Mejor novela misterio                         | A Great Reckoning       | Ganadora  | [ 27 ] |
| 2018 | Premio Anthony         | Mejor novela                                  | Glass Houses            | Nominada  | [ 28 ] |
| 2018 | Premio Anthony         | Mejor novela de una serie                     | Glass Houses            | Nominada  | [ 28 ] |
| 2018 | Left Coast Crime Award | Mejor novela                                  | Glass Houses            | Nominada  | [ 27 ] |
| 2018 | Premio Macavity        | Mejor novela                                  | Glass Houses            | Nominada  | [ 24 ] |
| 2018 | Premio Agatha          | Mejor novela                                  | Kingdom of the Blind    | Nominada  | [ 19 ] |
| 2019 | Left Coast Crime Award | Mejor novela                                  | Kingdom of the Blind    | Nominada  | [ 27 ] |
| 2019 | Arthur Ellis Award     | Mejor novela                                  | Kingdom of the Blind    | Nominada  | [ 22 ] |
| 2019 | Premio Agatha          | Mejor novela                                  | A Better Man            | Nominada  | [ 19 ] |
| 2020 | Premio Agatha          | Mejor novela                                  | All the Devils Are Here | Ganadora  | [ 19 ] |
| 2021 | Left Coast Crime Award | Mejor novela                                  | All the Devils Are Here | Ganadora  | [ 27 ] |
| 2021 | Premio Macavity        | Mejor novela                                  | All the Devils Are Here | Nominada  | [ 24 ] |
| 2021 | Premio Barry           | Mejor novela                                  | All the Devils Are Here | Nominada  | [ 20 ] |
| 2021 | Premio Agatha          | Mejor novela                                  | The Madness of Crowds   | Nominada  | [ 19 ] |
| 2022 | Arthur Ellis Award     | Grand Master                                  | -                       | Ganadora  | [ 22 ] |
| 2022 | Premio Agatha          | Mejor novela                                  | A World of Curiosities  | Ganadora  | [ 19 ] |
| 2023 | Premio Anthony         | Mejor novela                                  | A World of Curiosities  | Nominada  | [ 30 ] |
| 2023 | Left Coast Crime Award | Mejor novela                                  | A World of Curiosities  | Nominada  | [ 27 ] |
| 2023 | Premio Macavity        | Mejor novela                                  | A World of Curiosities  | Ganadora  | [ 24 ] |